# Gyrodactylus colemanensis
Gyrodactylus colemanensis är en plattmaskart. Gyrodactylus colemanensis ingår i släktet Gyrodactylus och familjen Gyrodactylidae. Inga underarter finns listade i Catalogue of Life.